# Dennis Moore (attore)
Dennis Moore, pseudonimo di Dennis Meadows (Fort Worth, 26 gennaio 1908 – Contea di San Bernardino, 1º marzo 1964), è stato un attore statunitense.
Ha recitato in oltre 170 film dal 1932 al 1961 ed è apparso in oltre 70 produzioni televisive dal 1950 al 1961. Fu accreditato anche con i nomi Denny Meadows, Dennis 'Smoky' Moore, Denny Moore e Smoky Moore.

## Biografia
Dennis Moore nacque a Fort Worth, in Texas, il 26 gennaio 1908. Debuttò al cinema in diverse parti non accreditate agli inizi degli anni trenta e in televisione nel 1950.
Il grande schermo lo vide interprete di diversi personaggi tra cui quelli del dottor Von Grosch in Spooks Run Wild (1941), Smoky Moore in La corriera dell'ovest (1942), il detective Jack Ryan in The Master Key (1945), il tenente Lucas in Il terrore dei Navajos (1951) e tanti altri ruoli minori in moltissime produzioni, in particolare del genere western o produzioni di serie B.
Per la televisione fu accreditato diverse volte grazie a numerose interpretazioni. Come personaggio regolare interpretò il vicesceriffo Lee in sette episodi della serie Tombstone Territory (1958-1959), più un altro episodio con un altro ruolo. Continuò a collezionare molte altre partecipazioni dagli anni cinquanta agli inizi degli anni 60 come guest star o come interprete di personaggi minori, in tre episodi di The Public Defender, tre episodi di Judge Roy Bean, sette episodi di Buffalo Bill, Jr., quattro episodi di Roy Rogers, cinque episodi di Il cavaliere solitario, tre episodi di La pattuglia della strada, tre episodi di Le avventure di Rin Tin Tin, cinque episodi di Dragnet e cinque episodi di Bat Masterson.
Terminò la carriera televisiva interpretando Clay Goodnight nell'episodio The Mortal Coil della serie Whispering Smith che fu mandato in onda il 24 luglio 1961. Per quanto riguarda le interpretazioni per il cinema, l'ultima fu quella nel film Il padrone di New York (1961), in cui recitò, non accreditato nel ruolo di un poliziotto.
Morì nella contea di San Bernardino, in California, il 1º marzo 1964.

## Filmografia

### Cinema
- The Fighting Champ, regia di John P. McCarthy (1932)
- Gordon of Ghost City, regia di Ray Taylor (1933)
- Burn 'Em Up Barnes, regia di Colbert Clark e Armand Schaefer (1934)
- Carrying the Mail, regia di Robert Emmett Tansey – cortometraggio (1934)
- The Red Rider, regia di Lew Landers (1934)
- The West on Parade, regia di Bernard B. Ray – cortometraggio (1934)
- Tailspin Tommy, regia di Lew Landers (1934)
- Cavaliere all'alba (The Dawn Rider), regia di Robert N. Bradbury (1935)
- Sagebrush Troubadour, regia di Joseph Kane (1935)
- Valley of the Lawless, regia di Robert N. Bradbury (1936)
- Silver Spurs, regia di Ray Taylor (1936)
- Hair-Trigger Casey, regia di Harry L. Fraser (1936)
- Wildcat Saunders, regia di Harry L. Fraser (1936)
- Desert Justice, regia di William Berke (1936)
- Il sentiero solitario (The Lonely Trail), regia di Joseph Kane (1936)
- Too Much Beef, regia di Robert F. Hill (1936)
- Ali sulla Cina (China Clipper), regia di Ray Enright (1936)
- Down the Stretch, regia di William Clemens (1936)
- Here Comes Carter, regia di William Clemens (1936)
- Fugitive in the Sky, regia di Nick Grinde (1936)
- King of Hockey, regia di Noel M. Smith (1936)
- Sing Me a Love Song, regia di Ray Enright (1936)
- Smart Blonde, regia di Frank McDonald (1937)
- Legione nera (Black Legion), regia di Archie Mayo (1937)
- Under Southern Stars, regia di Nick Grinde – cortometraggio (1937)
- Ready, Willing and Able, regia di Ray Enright (1937)
- Mountain Justice, regia di Michael Curtiz (1937)
- San Quentin, regia di Lloyd Bacon (1937)
- Fight for Your Lady, regia di Benjamin Stoloff (1937)
- Alibi Mark, regia di Joseph Henabery – cortometraggio (1937)
- Men Are Such Fools, regia di Busby Berkeley (1938)
- Rebellious Daughters, regia di Jean Yarbrough (1938)
- Sunset Murder Case, regia di Louis J. Gasnier (1938)
- Wild Horse Canyon, regia di Robert F. Hill (1938)
- Convict's Code, regia di Lambert Hillyer (1939)
- Trigger Smith, regia di Alan James (1939)
- Across the Plains, regia di Spencer Gordon Bennet (1939)
- Law of the Wolf, regia di Raymond K. Johnson (1939)
- Fangs of the Wild, regia di Raymond K. Johnson (1939)
- The Girl from Rio, regia di Lambert Hillyer (1939)
- The Man from Tascosa, regia di Mack V. Wright – cortometraggio (1939)
- Irish Luck, regia di Howard Bretherton (1939)
- Gli ammutinati (Mutiny in the Big House), regia di William Nigh (1939)
- Danger Flight, regia di Howard Bretherton (1939)
- Overland Mail, regia di Robert F. Hill  (1939)
- Know Your Money, regia di Joseph M. Newman – cortometraggio (1940)
- East Side Kids, regia di Robert F. Hill (1940)
- Rocky Mountain Rangers, regia di George Sherman (1940)
- Boys of the City, regia di Joseph H. Lewis (1940)
- Rainbow Over the Range, regia di Albert Herman (1940)
- Up in the Air, regia di Howard Bretherton (1940)
- Fugitive from a Prison Camp, regia di Lewis D. Collins (1940)
- Flying Wild (1941)
- Pals of the Pecos (1941)
- Una donna è scomparsa (Roar of the Press) (1941)
- Pirates on Horseback (1941)
- Cyclone on Horseback (1941)
- Criminali (Criminals Within) (1941)
- Billy the Kid in Santa Fe (1941)
- Arizona Bound (1941)
- Bowery Blitzkrieg (1941)
- Spooks Run Wild (1941)
- Il bandito fantasma (The Lone Rider Fights Back) (1941)
- Ellery Queen and the Murder Ring (1941)
- Il convegno dei banditi (Billy the Kid's Round-Up) (1941)
- Dude Cowboy (1941)
- Texas Man Hunt (1942)
- The Lone Rider and the Bandit (1942)
- Below the Border (1942)
- Raiders of the Range (1942)
- The Lone Rider in Cheyenne (1942)
- Rolling Down the Great Divide (1942)
- Il mistero di Burma (Bombs Over Burma) (1942)
- The Lone Rider in Texas Justice (1942)
- Riders of the West (1942)
- Border Roundup (1942)
- Bandit Ranger (1942)
- La corriera dell'ovest (Overland Stagecoach) (1942)
- Outlaws of Boulder Pass (1942)
- Dawn on the Great Divide (1942)
- Tenting Tonight on the Old Camp Ground (1943)
- No Place for a Lady (1943)
- Land of Hunted Men (1943)
- Convoglio verso l'ignoto (Action in the North Atlantic) (1943)
- Cowboy Commandos (1943)
- Il pazzo di Hitler (Hitler's Madman) (1943)
- Frontier Law (1943)
- Ombre sul mare (Destroyer) (1943)
- Black Market Rustlers (1943)
- The Adventures of a Rookie (1943)
- Arizona Trail (1943)
- Bullets and Saddles (1943)
- Cinque maniere di amare (Ladies Courageous) (1944)
- Le schiave della città (Lady in the Dark) (1944)
- L'impostore (The Impostor) (1944)
- Weekend Pass (1944)
- Voodoo Man (1944)
- Oklahoma Raiders (1944)
- See Here, Private Hargrove (1944)
- Wells Fargo Days (1944)
- La nave della morte (Follow the Boys), regia di A. Edward Sutherland (1944)
- Twilight on the Prairie (1944)
- Mister Winkle va alla guerra (Mr. Winkle Goes to War) (1944)
- Raiders of Ghost City (1944)
- West of the Rio Grande (1944)
- Song of the Range (1944)
- The Mummy's Curse (1944)
- California (Can't Help Singing), regia di Frank Ryan (1944)
- The Crime Doctor's Courage (1945)
- The Master Key, regia di Lewis D. Collins e Ray Taylor - serial (1945)
- The Frozen Ghost (1945)
- Springtime in Texas (1945)
- The Purple Monster Strikes (1945)
- Frontier Feud (1945)
- Colorado Serenade (1946)
- The Mysterious Mr. M (1946)
- Driftin' River (1946)
- Rainbow Over the Rockies (1947)
- The Gay Ranchero (1948)
- Frontier Agent (1948)
- Range Renegades (1948)
- The Tioga Kid (1948)
- Across the Rio Grande (1949)
- Haunted Trails (1949)
- Roaring Westward (1949)
- Navajo Trail Raiders (1949)
- Riders in the Sky (1949)
- West of Wyoming (1950)
- L'amante del bandito (Singing Guns) (1950)
- La corsara (Buccaneer's Girl) (1950)
- Hostile Country (1950)
- Gunslingers (1950)
- Marshal of Heldorado (1950)
- Crooked River (1950)
- Colorado Ranger (1950)
- West of the Brazos (1950)
- Federal Man (1950)
- Fast on the Draw (1950)
- Arizona Territory (1950)
- Snow Dog (1950)
- L'agguato degli apaches (I Killed Geronimo) (1950)
- Silver Raiders (1950)
- Hot Rod (1950)
- Le pistole di Zorro (King of the Bullwhip) (1950)
- Abilene Trail (1951)
- Man from Sonora (1951)
- Ero una spia americana (I Was an American Spy) (1951)
- Blazing Bullets (1951)
- Yukon Manhunt (1951)
- Il terrore dei navajos (Fort Defiance) (1951)
- And Now Tomorrow, regia di William Watson (1952)
- Canyon Ambush (1952)
- Il temerario (The Lusty Men), regia di Nicholas Ray (1952)
- La regina dei desperados (Montana Belle) (1952)
- L'agente speciale Pinkerton (Rage at Dawn) (1955)
- Duello a Bitter Ridge (The Man from Bitter Ridge) (1955)
- La figlia di Caino (The Shrike) (1955)
- Casa da gioco (One Desire), regia di Jerry Hopper (1955)
- L'arma che conquistò il West (The Gun That Won the West) (1955)
- Tutto finì alle sei (I Died a Thousand Times) (1955)
- La giungla del quadrato (The Square Jungle) (1955)
- Perils of the Wilderness (1956)
- La legge del capestro (Tribute to a Bad Man) (1956)
- Il colosso d'argilla (The Harder They Fall) (1956)
- L'ovest selvaggio (A Day of Fury) (1956)
- L'alba del gran giorno (Great Day in the Morning) (1956)
- Blazing the Overland Trail (1956)
- La legge del Signore (Friendly Persuasion), regia di William Wyler (1956)
- La figlia del capo indiano (The White Squaw) (1956)
- I frenetici (Don't Knock the Rock) (1956)
- Hot Shots (1956)
- Il pistolero dell'Utah (Utah Blaine) (1957)
- La corriera fantasma (The Phantom Stagecoach) (1957)
- Sfida all'O.K. Corral (Gunfight at the O.K. Corral), regia di John Sturges (1957)
- Beginning of the End (1957)
- The Night the World Exploded (1957)
- God Is My Partner (1957)
- Anonima omicidi (Chicago Confidential) (1957)
- Domino Kid (1957)
- La piovra nera (The Fearmakers) (1958)
- Il padrone di New York (King of the Roaring 20's: The Story of Arnold Rothstein), regia di Arnold Laven (1961)

### Televisione
- Dick Tracy – serie TV, un episodio (1950)
- Cisco Kid (The Cisco Kid) – serie TV, 8 episodi (1950-1955)
- Le avventure di Gene Autry (The Gene Autry Show) – serie TV, 5 episodi (1951-1955)
- Wild Bill Hickok (Adventures of Wild Bill Hickok) – serie TV, 3 episodi (1951-1956)
- Le avventure di Rex Rider (The Range Rider) – serie TV, un episodio (1951)
- The Bigelow Theatre – serie TV, un episodio (1951)
- Front Page Detective – serie TV, un episodio (1952)
- Craig Kennedy, Criminologist – serie TV, un episodio (1952)
- Adventures of Superman – serie TV, un episodio (1953)
- Stories of the Century – serie TV, 2 episodi (1954-1955)
- Annie Oakley – serie TV, 2 episodi (1954-1955)
- The Public Defender – serie TV, 3 episodi (1954-1955)
- Il cavaliere solitario (The Lone Ranger) – serie TV, 5 episodi (1954-1957)
- I Led 3 Lives – serie TV, un episodio (1954)
- Mr. District Attorney – serie TV, un episodio (1954)
- Waterfront – serie TV, un episodio (1954)
- The Adventures of Kit Carson – serie TV, 2 episodi (1954)
- Buffalo Bill, Jr. – serie TV, 7 episodi (1955-1956)
- The Lineup – serie TV, 2 episodi (1955-1956)
- Roy Rogers (The Roy Rogers Show) – serie TV, 4 episodi (1955-1957)
- Le leggendarie imprese di Wyatt Earp (The Life and Legend of Wyatt Earp) – serie TV, 5 episodi (1955-1961)
- Frontier – serie TV, 2 episodi (1955)
- Scienza e fantasia (Science Fiction Theatre) – serie TV, episodio 1x32 (1955)
- Il sergente Preston (Sergeant Preston of the Yukon) – serie TV, 3 episodi (1956-1957)
- Sky King – serie TV, 5 episodi (1956-1959)
- Dragnet – serie TV, 5 episodi (1956-1959)
- Judge Roy Bean – serie TV, 3 episodi (1956)
- Penna di Falco, capo cheyenne (Brave Eagle) – serie TV, episodio 1x21 (1956)
- Sheriff of Cochise – serie TV, un episodio (1956)
- The Man Called X – serie TV, un episodio (1956)
- La pattuglia della strada (Highway Patrol) – serie TV, 3 episodi (1957-1958)
- Le avventure di Rin Tin Tin (The Adventures of Rin Tin Tin) – serie TV, 3 episodi (1957-1958)
- Tombstone Territory – serie TV, 8 episodi (1957-1959)
- On Trial – serie TV, un episodio (1957)
- Richard Diamond (Richard Diamond, Private Detective) – serie TV, un episodio (1957)
- Tales of the Texas Rangers – serie TV, un episodio (1957)
- The Gale Storm Show: Oh! Susanna – serie TV, un episodio (1957)
- Corky, il ragazzo del circo (Circus Boy) – serie TV, episodio 2x07 (1957)
- Perry Mason – serie TV, un episodio (1957)
- The New Adventures of Spin and Marty – serie TV (1957)
- Trackdown – serie TV, 2 episodi (1958-1959)
- State Trooper – serie TV, un episodio (1958)
- Harbor Command – serie TV, episodio 1x16 (1958)
- Navy Log – serie TV, episodio 3x21 (1958)
- The Restless Gun – serie TV, episodio 1x37 (1958)
- Rescue 8 – serie TV, episodio 1x02 (1958)
- Frontier Doctor – serie TV, un episodio (1958)
- U.S. Marshal – serie TV, un episodio (1958)
- Buckskin – serie TV, 2 episodi (1958)
- Lassie – serie TV, un episodio (1958)
- Maverick – serie TV, un episodio (1958)
- Carovane verso il West (Wagon Train) – serie TV, un episodio (1958)
- Laramie – serie TV, 2 episodi (1959-1960)
- Bat Masterson – serie TV, 5 episodi (1959-1961)
- Mackenzie's Raiders – serie TV, 2 episodi (1959)
- Cimarron City – serie TV, episodio 1x17 (1959)
- Sugarfoot – serie TV, episodio 2x11 (1959)
- Furia (Fury) – serie TV, un episodio (1959)
- Border Patrol – serie TV, un episodio (1959)
- The Rough Riders – serie TV, episodio 1x38 (1959)
- Black Saddle – serie TV, un episodio (1959)
- Have Gun - Will Travel – serie TV, episodio 3x11 (1959)
- I racconti del West (Zane Grey Theater) – serie TV, un episodio (1959)
- I detectives (The Detectives) – serie TV, episodio 1x13 (1960)
- Peter Gunn – serie TV, episodio 2x19 (1960)
- Avventure lungo il fiume (Riverboat) – serie TV, un episodio (1960)
- Men Into Space – serie TV, episodio 1x19 (1960)
- Disneyland – serie TV, un episodio (1960)
- Indirizzo permanente (77 Sunset Strip) – serie TV, episodio 2x28 (1960)
- The Slowest Gun in the West – film TV (1960)
- Tales of Wells Fargo – serie TV, un episodio (1961)
- Whispering Smith – serie TV, episodio 1x12 (1961)